# مونيكا دوغرا
مونيكا شارما دوغرا (بالإنجليزية: Monica Dogra)‏ (ولدت في 25 أكتوبر 1982) ممثلة و مغنية أمريكية  من أصل هندي، قدمت مونيكا فيلم  دوبي كاط  في بوليوود

## نشأتها
مونيكا دوغرا هي ابنة مهاجرين هندوسيين من جامو، من قبيلة دوغرا. خالها من جهة الأم هو مغني موسيقى الفولك الدوغرية براكاش شارما. نشأت في بالتيمور، ماريلاند. التحقت بمدرسة أوكلي الابتدائية، ثم مدرسة مونتيسوري، ثم مدرسة دولاني الثانوية. التحقت بجامعة نيويورك، وتخرجت بدرجة البكالوريوس في المسرح الموسيقي.

## روابط خارجية
- مونيكا دوغرا على موقع IMDb (الإنجليزية)
- مونيكا دوغرا على موقع ألو سيني (الفرنسية)
- مونيكا دوغرا على موقع ميوزك برينز (الإنجليزية)
- مونيكا دوغرا على موقع أول موفي (الإنجليزية)
- مونيكا دوغرا على موقع ديسكوغز (الإنجليزية)
- مونيكا دوغرا على موقع قاعدة بيانات الفيلم (الإنجليزية)
- مونيكا دوغرا على موقع كينوبويسك (الروسية)